# Jules Trenteseau

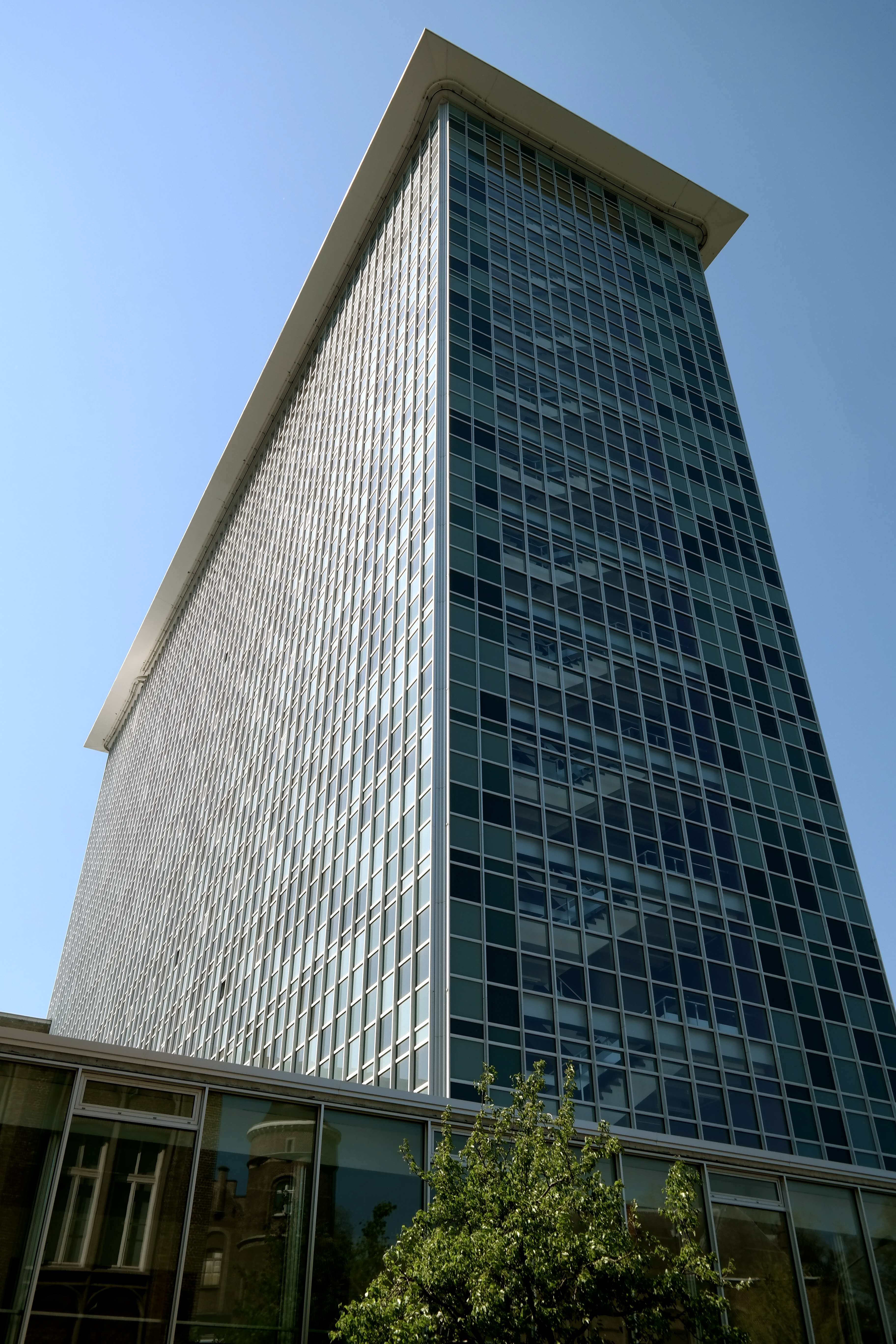
De toren van Campus Ledeganck

Jules Arthur Florent Trenteseau (Gent, 4 september 1913 – aldaar, 1 januari 1974) was een Belgisch ingenieur en architect.
Jules Trenteseau studeerde in 1936 af aan de Rijksuniversiteit Gent als burgerlijk ingenieur en in 1939 als ingenieur-architect. Van 1940 tot 1946 werkte hij in dienst van de RTT. In 1946 was hij medestichter en directeur-beheerder van het studiebureau Artec (Algemeen Bouwbureau Architectuur Techniek nv) met hoofdzetel te Brussel. In 1951 richtte hij zijn eigen studiebureau op.
In 1960 werd Trenteseau aangesteld als docent aan de Faculteit Toegepaste Wetenschappen van de Rijksuniversiteit Gent, waar hij het vak Architectonische samenstelling, 1e deel: theorie gaf. Hij was lid van de Vereniging van Burgerlijke Ingenieurs-Architecten uit de Belgische universiteiten, alsook van de Koninklijke Kamer van Raadgevende Ingenieurs van België.
Jules Trenteseau ontwierp gebouwen voor de Gentse Universiteit, waaronder de campus Ledeganck van de Faculteit Wetenschappen uit 1959-1961, en realiseerde heel wat sociale appartementsgebouwen voor de Gentse Maatschappij voor de Huisvesting (zoals aan de Sint-Bernadettestraat te Sint-Amandsberg, de Watersportbaan (woontorens aan de Jubileumlaan), de Groenebriel in 1959-1965 en het Rabot in 1972-1974), alsook voor de stad Gent (Emiel Moysonlaan).